# Alpha Centauri (сайт)
TheAlphaCentauri.net, або ж просто Alpha Centauri — двомовний (російсько- та україномовний) науково-популярний проєкт, сайт (портал) та ютуб-канал, який присвячений популяризації космонавтики, астрономії та дослідженню космосу загалом. Цей проєкт був заснований в 2013 році Дмитром Андреєвим, який також є засновником системи колективного перекладу на українську «Паляниця». Початково заснований як російськомовний, сайт згодом став двомовним, також з'явився окремий україномовний канал на Youtube. Станом на 2024 рік це другий за популярністю україномовний ютуб-канал про космос. 14 квітня 2024 року ютуб-канал україномовного розділу перетнув позначку в 100 000 підписників.

## Контент
Значна частина текстів створюється користувачами, що зареєструвались на сайті. Присутні як переклади іншомовних матеріалів, так і оригінальні авторські матеріали. На Youtube-каналах порталу регулярно з'являються космодайджести — відеоогляди останніх новин космонавтики та астрономії, відбуваються трансляції важливих космічних запусків, пояснення складних питань. Також є стріми з науковцями.